# Chartrené
Chartrené là một xã trong vùng hành chính Pays de la Loire, thuộc tỉnh Maine-et-Loire, quận Saumur, tổng Baugé. Tọa độ địa lý của xã là 47° 29' vĩ độ bắc, 00° 07' kinh độ đông. Chartrené nằm trên độ cao trung bình là 43 mét trên mực nước biển, có điểm thấp nhất là 33 mét và điểm cao nhất là 97 mét. Xã có diện tích 3,79 km², dân số vào thời điểm 1999 là 54 người; mật độ dân số là 14 người/km².

## Thông tin nhân khẩu
| 1962 | 1968 | 1975 | 1982 | 1990 | 1999 | 2005 |
| ---- | ---- | ---- | ---- | ---- | ---- | ---- |
| 96   | 86   | 57   | 44   | 49   | 54   | 56   |

## Địa điểm tham quan
- Nhà thờ St. Maurice (thế kỉ 12).